# Johann August Marschall von Bieberstein
Johann August Marschall von Bieberstein (ur. 1670, zm. 18 lipca 1736) – pruski dyplomata i wysoki urzędnik państwowy.
Jego ojcem był tajny radca dworu Moritz Tham Marschall von Bieberstein (1645-1702), a matką Magdalena Sybilla von Bünau (zm. 1677).
W roku 1709 poseł Prus w Saksonii, w latach 1710-1711 w Rosji. W latach 1712–1713 minister-plenipotent na  rokowaniach pokojowych w Utrechcie. W latach 1711-1712 również pruski poseł w Londynie.
Dwukrotnie żonaty. Pierwszą żoną była Maria Catharina von Schlieben (z domu  Gerdauen) (1698-1738).